# Gettjärnen (Söderbärke socken, Dalarna)
Gettjärnen är en sjö i Smedjebackens kommun i Dalarna och Norbergs kommun i Västmanland och ingår i Norrströms huvudavrinningsområde.